# Brunettes Shoot Blondes
«Brunettes Shoot Blondes» ([bruˈnɛts ʃut blɑndz], також «BSB», укр. «Брюнетки стріляють блондинок») — український музичний колектив, заснований Андрієм Ковальовим і Романом Соболем на початку 2010 року в Кривому Розі. Гурт самостійно випустив 2 міні альбоми і 7 синглів.
Здобули широку популярність у 2014 році після виходу відеокліпу «Knock Knock», який, станом на 2016 рік, має більше 80 млн переглядів у інтернеті. А також, гурт став фіналістом національного відбору на Євробачення у 2016 і 2019 роках.

## Історія

### Створення гурту і ранні роки (2010—2013)

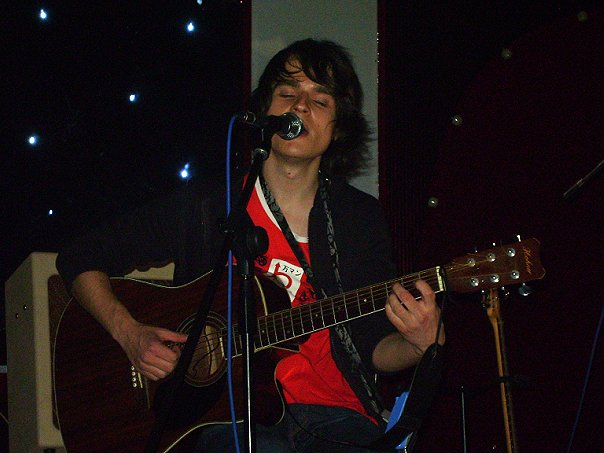
Виступ Андрія Ковальова у складі Julia Sleeps At the Kitchen (2009)

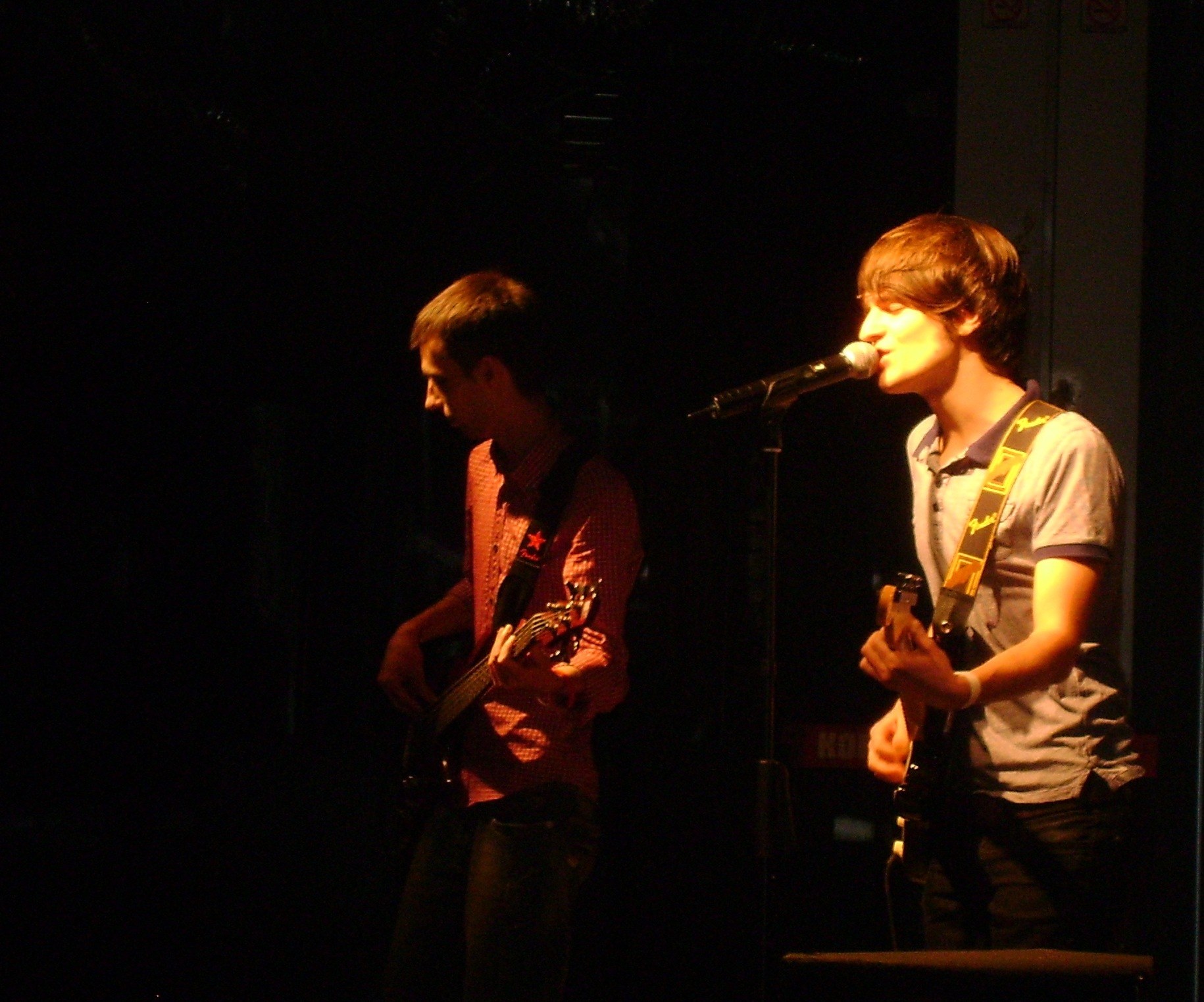
Виступ Brunettes Shoot Blondes у 2011 році (Кривий Ріг)

Андрій Ковальов та Роман Соболь заснували гурт у 2010 році в місті Кривий Ріг, з якого вони родом. Це було тріо, в першому складі якого був басист Сергій Кравченко. Андрій має музичну освіту: закінчив Криворізьке музичне училище, Київську Національну Академію мистецтв, а також вивчав англійську філологію в Польщі, в той час як Роман — автодидакт. Створенню гурту передував інший проєкт Андрія, що мав назву Julia Sleeps At The Kitchen та існував з 2006 по 2009 рік. Ранні пісні гурту («Cigarette Day», «Sad Boyfriend» та «I Don't Know») взяті саме з репертуару цього проєкту.
Перший концерт Brunettes Shoot Blondes відбувся у 2010 році в київському клубі 44. 2011 року музиканти беруть участь у проєкті «Balcony TV» в Познані. Протягом 2011—2014 років гурт дає виступи як в Україні, так і за кордоном. Серед них: фестивалі «Wybieram Wschod» (Познань, Польща), «OstAnders 2013» (Нюрнберг, Німеччина), «Eastern Hipsters» (Білосток, Польща, 2014). Водночас гурт записує сингли, live-відео, бере участь у програмах на українському телебаченні. 2012 року до роботи над піснями залучають Фагота («ТНМК»).
У 2013 році хлопці випускають перший відеокліп на пісню «I Don't Know», який зняли у Харкові. Того ж року, вперше пісню Brunettes Shoot Blondes («You Broke My Heart») використали в рекламі Watsons Україна.

### Успіх відеокліпу «Knock Knock» (2014)
У вересні 2014 на своєму YouTube-каналі гурт опублікував відеокліп на пісню «Knock Knock», що є фільмуванням анімації, яка одночасно відтворюється на 14-ти пристроях компанії «Apple». У сюжеті показана історія взаємин двох персонажів: зайця та «дівчини мрії», що «переходять» з одного пристрою на інший.
|                           | Він — типовий поганий хлопець, який дуже старається повернути їй увагу і врешті-решт він отримує її — любовна історія зі щасливим кінцем.Оригінальний текст (англ.) He is a typical bad boy, who tries very hard to regain her attention, and finally he receives it - a love story with a happy ending. |
| — Андрій Ковальов, Dezeen | |

#### Особливості виробництва
Відео знімали одним дублем, однією камерою і без монтажу. Розробкою ідеї та виробництвом кліпу займались самі музиканти, а режисером виступив фронтмен гурту. У відео використано 14 ґаджетів від Apple, які хлопці зйомок хлопці попросили друзів: 6 iPhone, 3 MacBook Air, 2 iPad і 2 iPad Mini, 1 iPod Nano. Анімація була створена студією SYT-X у програмах Autodesk Maya і Adobe After Effects. Розділялось і синхролізувалось відео у Adobe Premiere.

#### Визнання та прихід популярності
В перші п'ять днів ролик набрав понад 600 тис. переглядів, а вже через місяць — кількість переглядів досягла 4,9 млн. Відео також було завантажене до соціальної мережі «Facebook», де паралельно за кілька тижнів зібрало понад 26 млн переглядів і 800 тис. поширень.
Відео отримало численні відзнаки, а саме: у жовтні 2014 року відео потрапило на перше місце на «YouTube» у категорії «Нові виконавці з усього світу» («англ. Emerging Artists From Across the Globe»), увійшло до збірника «Supertoon 2015» і списку фільмів до показу в рамках французького кінофестивалю Très Court International Film Festival.
За відео гурт отримав і нагороди — гран-прі Національної конкурсної програми ХХІІ Міжнародного фестивалю анімаційних фільмів «КРОК-2015: У рідній гавані».
Також відбулися інтерв'ю та публікацій у топових світових ЗМІ: «Billboard», «Yahoo!», «The Daily Mirror», «Mashable», «Business Insider», Daily Mail, «USA Today», «Rolling Stone», «The Verge», «Dezeen», «AWN», «Devour», «Fox News», «Gizmodo», «Cnet», «Metro».
Успіхи відео були відмічені Адміністрацією Президента України. Вокаліст гурту Андрій Ковальов отримав новий тип закордонного паспорта України (біометричний) від Президента серед культурних діячів, що представляють Україну за кордоном.

### Дебютний альбом «Bittersweet» (2015)

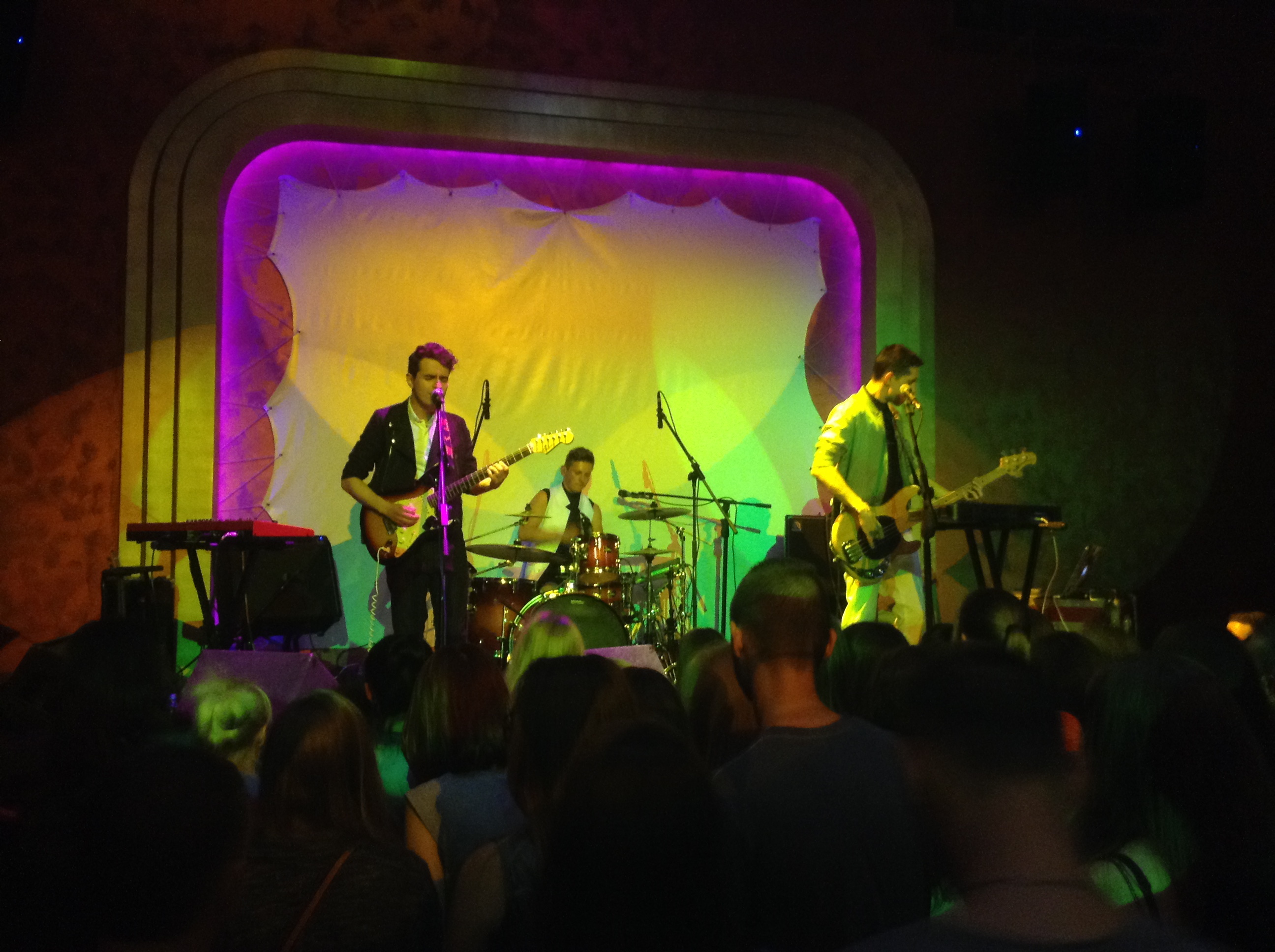
Концерт Brunettes Shoot Blondes у 2015 році

На початку 2015 року «Brunettes Shoot Blondes» випустили дебютний міні-альбом «Bittersweet». Треклист платівки складається з чотирьох пісень, включаючи відомі сингли «Knock knock» та «Bittersweet», випущені раніше.
На заголовну пісню «Bittersweet» був створений відеокліп. Саунд-продюсером треку виступив Євген Філатов, а спонсором — компанія автовиробник Opel. В роботі над кліпом гурт вперше співпрацював з німецьким рекламним агентством Scholz & Friends Group. Задум кліпу будується на використанні ефекту «картинка на картинці» — послідовного «живого» знімання екранів пристроїв без використання комп'ютерної вставки зображення.

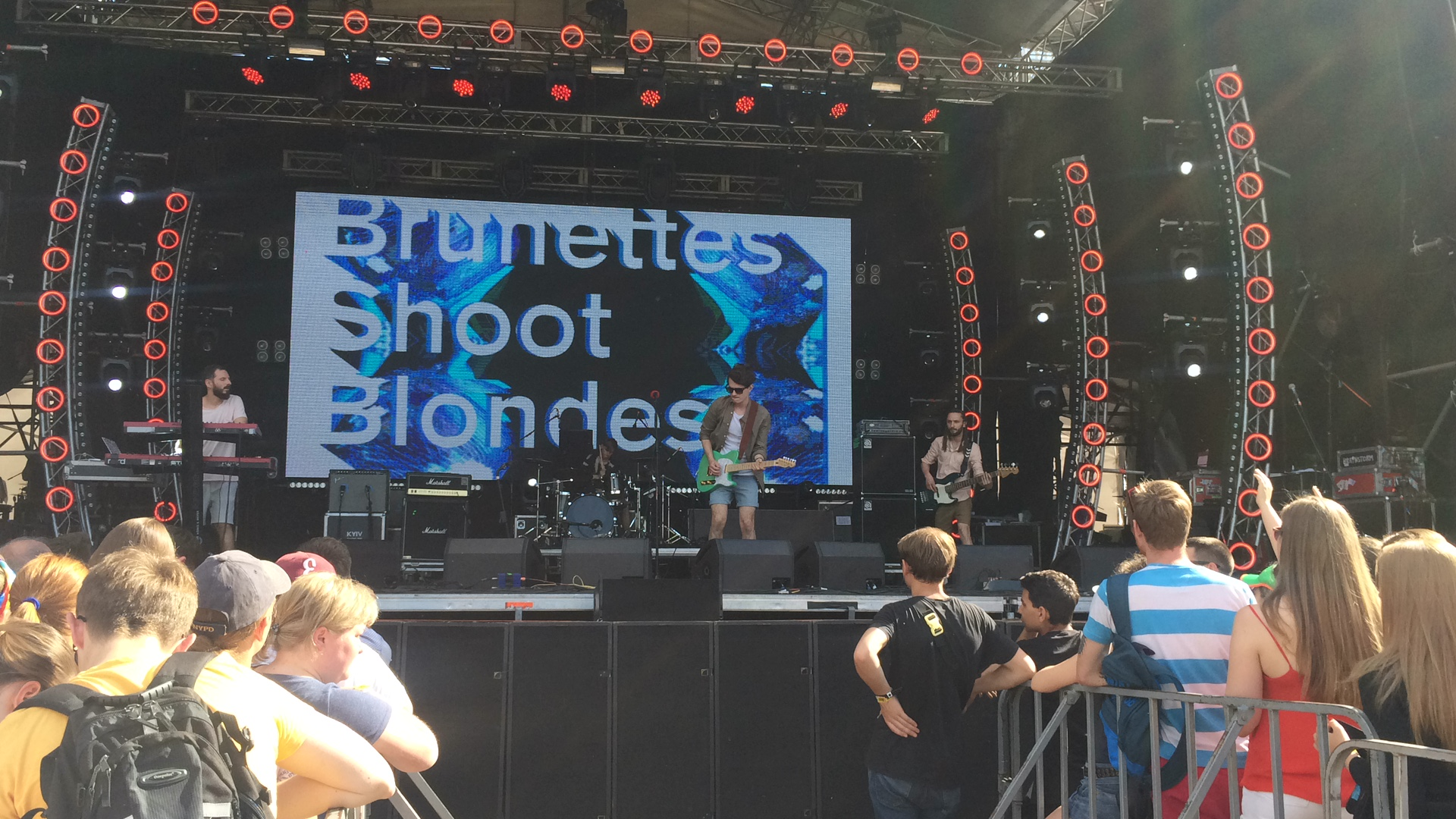
BSB на Atlas Weekend 2017

### 2016— теперішній час
6 лютого 2016 року гурт взяв участь у національному відборі на конкурс Євробачення 2016 від України з піснею «Every Monday» та отримав 8 балів від журі та 5 від глядачів.
12 грудня 2017 вийшов сингл і відеокліп на пісню «Hips» разом з однойменним міні-альбомом. Музичне відео потрапило до списку «10 кращих українських кліпів 2017» за версією Еспресо TV. Інтернет-видання LiRoom включило пісню «Away» до списку «50 улюблених українських пісень 2017» їхньої редакції.
Також, гурт активно почав співпрацювати з брендами, їхня музика звучить у рекламних роликах: Watsons (пісня «You Broke My Heart»), Нова пошта (пісні «Tomorrow» та «Nothing At All»), McDonald's та ПриватБанк (пісня «You've Got To Move»).

## Склад гурту

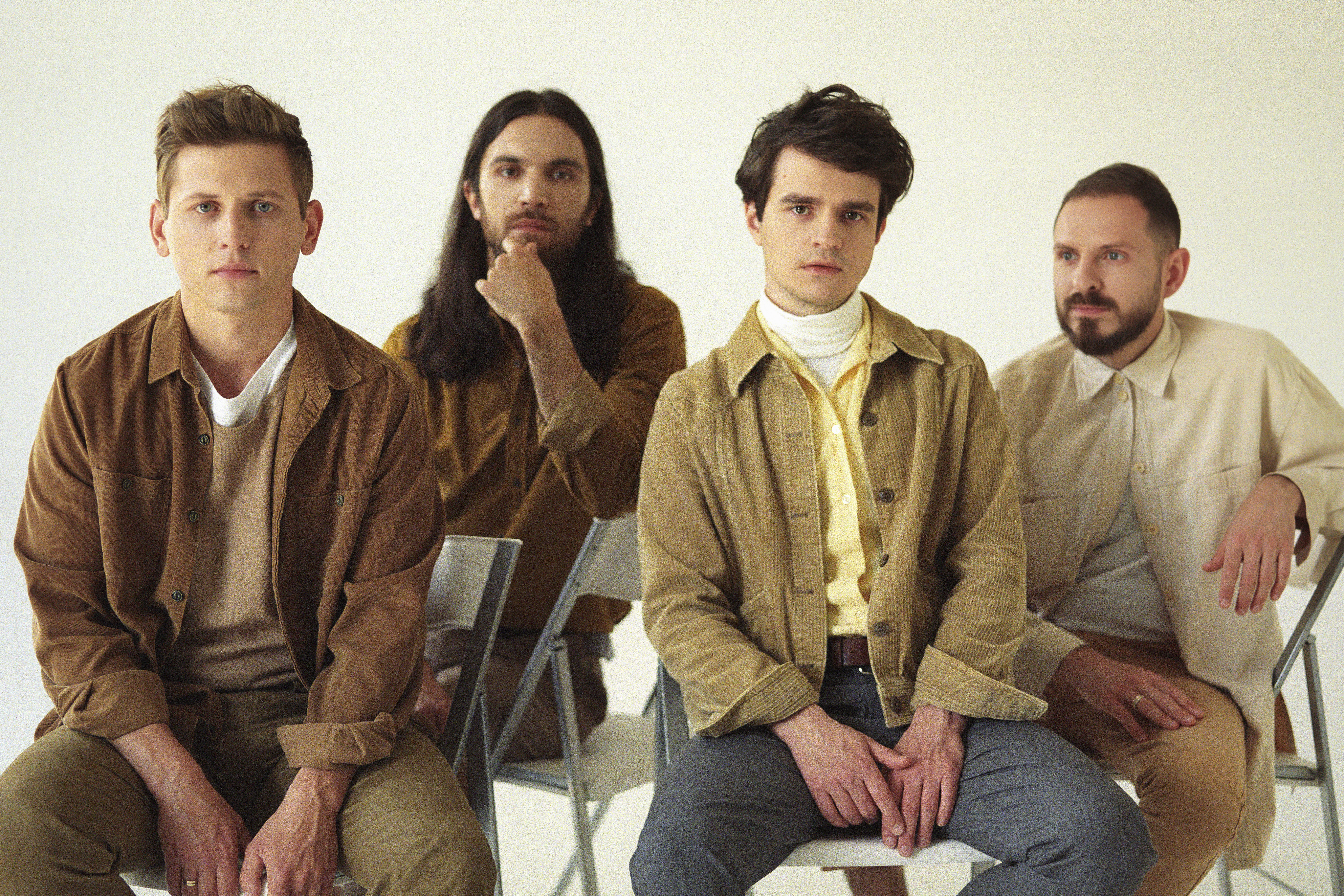
зліва направо: Роман Соболь, Дмитро Леонов, Андрій Ковальов, Євген Кобзарук

- Андрій Ковальов — вокал, гітара;
- Роман Соболь — ударні, перкусія;

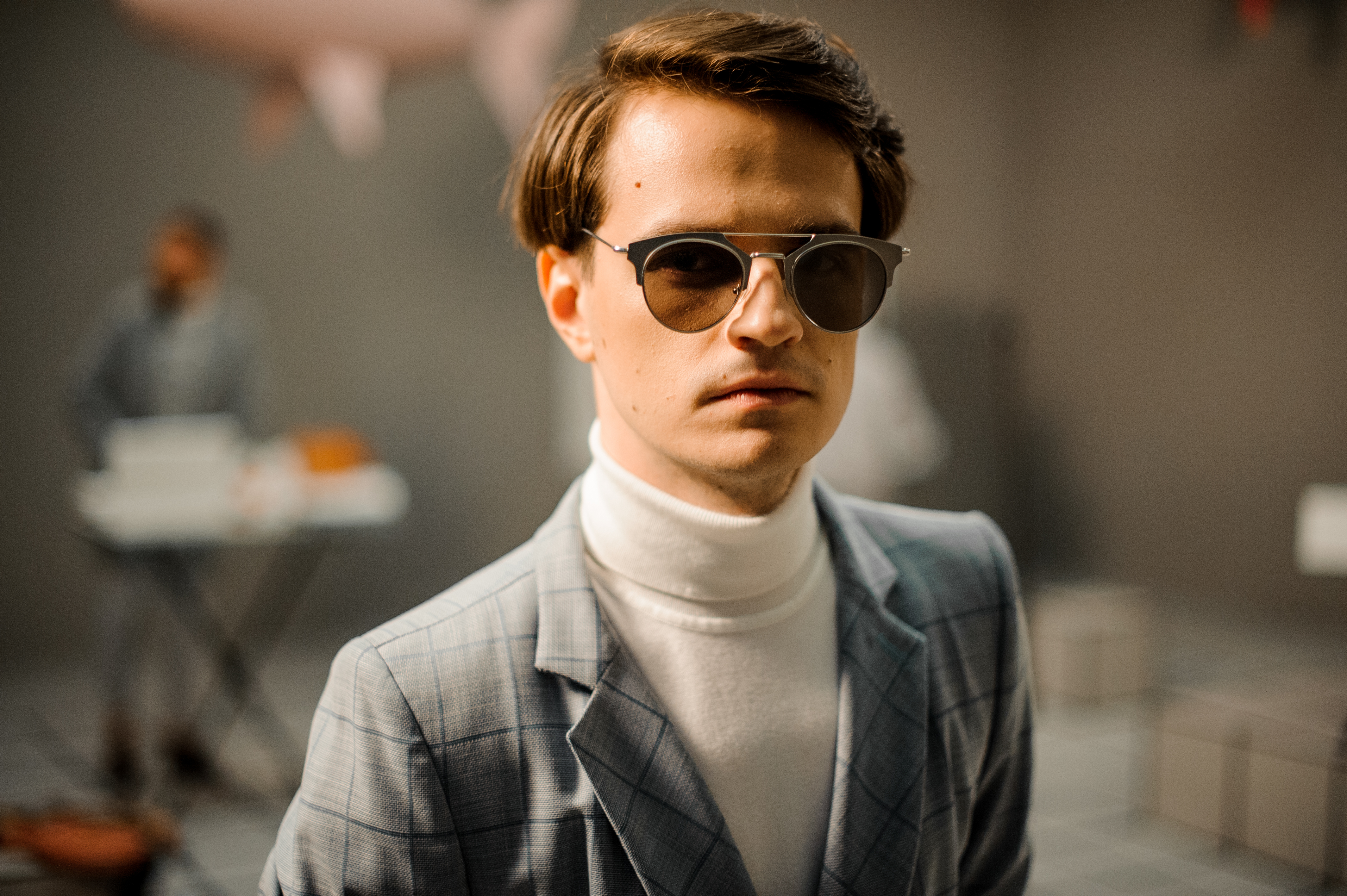
Андрій Ковальов

- Євген Кобзарук (2017—дотепер) — клавішні;
- Дмитро Леонов (2018—дотепер) — бас-гітара.

Колишні учасники
- Юрій Водолажський (2011—2018) — бас-гітара;
- Ігор Сидаш (2015—2017) — клавішні;
- Володимир Левченко (2011) — бас-гітара[46];
- Сергій Кравченко (2010—2011) — бас-гітара.

## Дискографія

### Міні альбоми (ЕР)
- 2015 — «Bittersweet»
- 2017 — «Hips»

### Сингли
- «Houston»
- «I Don't Know»
- «You Broke My Heart»
- «Spots & Stripes»
- «Knock Knock»
- «Every Monday»
- «Tomorrow»
- «You've Got to Move»

## Відеографія
Повний список тут: Дискографія Brunettes Shoot Blondes#Музичні відео
| Рік  | Відеоліп       | Режисер                 |
| ---- | -------------- | ----------------------- |
| 2013 | «I don't know» | Денис Бреславський      |
| 2014 | «Knock Knock»  | Андрій Ковальов         |
| 2014 | «Bittersweet»  | Андрій Ковальов         |
| 2017 | «Hips»         | Brunettes Shoot Blondes |

## Нагороди і номінації
| Рік  | Премія                    | Категорія              | Номінована робота | Результат | Дж.           |
| ---- | ------------------------- | ---------------------- | ----------------- | --------- | ------------- |
| 2015 | Berlin Music Video Awards | Найкраща концепція     | «Knock Knock»     | Перемога  | [ 49 ]        |
| 2016 | YUNA                      | Найкращий відеокліп    | «Bittersweet»     | Номінація | [ 50 ]        |
| 2018 | Los Angeles Film Awards   | Найкраще музичне відео | «Hips»            | Перемога  | [ 51 ] [ 52 ] |